# Warsaw Cup de 2014
Warsaw Cup de 2014 foi a décima quarta edição do Warsaw Cup, um evento anual de patinação artística no gelo e que fez parte do Challenger Series de 2014–15. A competição foi disputada entre os dias 20 de novembro e 23 de novembro, na cidade de Varsóvia, Polônia.

## Eventos
- Individual masculino
- Individual feminino
- Duplas
- Dança no gelo

## Medalhistas
| Evento                        | Ouro                                            | Prata                                        | Bronze                                      |
| Individual masculino detalhes | Alexander Petrov · Rússia                       | Michael Christian Martinez · Filipinas       | Matteo Rizzo · Itália                       |
| Individual feminino detalhes  | Elizaveta Tuktamysheva · Rússia                 | Anastasia Galustyan · Armênia                | Aleksandra Golovkina · Lituânia             |
| Duplas detalhes               | Lubov Iliushechkina · Dylan Moscovitch · Canadá | Lina Fedorova · Maxim Miroshkin · Rússia     | Valentina Marchei · Ondřej Hotárek · Itália |
| Dança no gelo detalhes        | Federica Testa · Lukáš Csölley · Eslováquia     | Alexandra Nazarova · Maxim Nikitin · Ucrânia | Wang Shiyue · Liu Xinyu · China             |

## Resultados

### Individual masculino
| Pos.              | Nome                       | Nacionalidade    | Pontos | PC         | PL         |
| ----------------- | -------------------------- | ---------------- | ------ | ---------- | ---------- |
| Medalha de ouro   | Alexander Petrov           | Rússia           | 231.53 | 75.74 (1)  | 155.79 (1) |
| Medalha de prata  | Michael Christian Martinez | Filipinas        | 213.38 | 73.81 (2)  | 139.57 (2) |
| Medalha de bronze | Matteo Rizzo               | Itália           | 168.46 | 56.25 (4)  | 112.21 (3) |
| 4                 | Paul Fentz                 | Alemanha         | 163.32 | 58.33 (3)  | 104.99 (7) |
| 5                 | Evgeni Vlasov              | Rússia           | 159.60 | 54.19 (6)  | 105.41 (6) |
| 6                 | Patrick Myzyk              | Polônia          | 158.26 | 51.37 (11) | 106.89 (5) |
| 7                 | Marcus Björk               | Suécia           | 155.28 | 53.39 (8)  | 101.89 (9) |
| 8                 | Panagiotis Polizoakis      | Alemanha         | 154.44 | 51.50 (9)  | 102.94 (8) |
| 9                 | Petr Coufal                | República Tcheca | 154.10 | 47.17 (13) | 106.93 (4) |
| 10                | Tomi Pulkkinen             | Finlândia        | 152.35 | 53.47 (7)  | 98.88 (10) |
| 11                | Kirill Sokolov             | Rússia           | 149.13 | 51.29 (12) | 97.84 (11) |
| 12                | Yaroslav Paniot            | Ucrânia          | 146.00 | 51.37 (10) | 94.63 (12) |
| 13                | Andrei Vorotnikov          | Rússia           | 140.78 | 54.23 (5)  | 86.55 (14) |
| 14                | Sondre Oddvoll Boe         | Noruega          | 134.38 | 44.53 (14) | 89.85 (13) |
| 15                | Slavik Hayrapetyan         | Armênia          | 128.18 | 43.05 (15) | 85.13 (15) |
| WD                | Wiktor Witkowski           | Polônia          | —      | 40.01 (16) | — (WD)     |
| WD                | Krzysztof Gala             | Polônia          | —      | — (WD)     |            |
| WD                | Igor Efimchuk              | Rússia           | —      | — (WD)     |            |

### Individual feminino
| Pos.              | Nome                   | Nacionalidade    | Pontos | PC         | PL         |
| ----------------- | ---------------------- | ---------------- | ------ | ---------- | ---------- |
| Medalha de ouro   | Elizaveta Tuktamysheva | Rússia           | 196.66 | 67.83 (1)  | 128.83 (1) |
| Medalha de prata  | Anastasia Galustyan    | Armênia          | 148.63 | 51.04 (3)  | 97.59 (3)  |
| Medalha de bronze | Aleksandra Golovkina   | Lituânia         | 147.35 | 53.41 (4)  | 98.73 (2)  |
| 4                 | Liubov Efimenko        | Finlândia        | 142.94 | 48.62 (2)  | 89.53 (4)  |
| 5                 | Isabelle Olsson        | Suécia           | 132.45 | 46.43 (5)  | 84.76 (6)  |
| 6                 | Micol Cristini         | Itália           | 128.33 | 44.21 (8)  | 84.51 (7)  |
| 7                 | Angelina Kuchvalska    | Letônia          | 125.10 | 47.69 (13) | 86.90 (5)  |
| 8                 | Laure Nicodet          | Suíça            | 120.54 | 41.93 (7)  | 76.33 (9)  |
| 9                 | Nicole Schott          | Alemanha         | 120.27 | 38.20 (6)  | 73.84 (13) |
| 10                | Viveca Lindfors        | Finlândia        | 119.96 | 43.82 (10) | 78.92 (8)  |
| 11                | Sarah Hecken           | Alemanha         | 117.71 | 41.04 (9)  | 75.78 (10) |
| 12                | Dasa Grm               | Eslovênia        | 116.22 | 40.64 (11) | 75.58 (11) |
| 13                | Ioulia Chtchetinina    | Suíça            | 112.16 | 38.22 (14) | 74.84 (12) |
| 14                | Inga Januleviciute     | Lituânia         | 108.82 | 37.32 (15) | 73.49 (14) |
| 15                | Elizaveta Ukolova      | República Tcheca | 101.73 | 35.33 (16) | 69.97 (15) |
| 16                | Jana Coufalova         | República Tcheca | 96.50  | 31.76 (12) | 58.28 (16) |
| 17                | Nika Ceric             | Eslovênia        | 87.53  | 29.59 (17) | 57.94 (17) |
| WD                | Victoria Huebler       | Eslovênia        | —      | — (WD)     |            |

### Duplas
| Pos.              | Nome                                          | Nacionalidade | Pontos | PC        | PL         |
| ----------------- | --------------------------------------------- | ------------- | ------ | --------- | ---------- |
| Medalha de ouro   | Lubov Iliushechkina / Dylan Moscovitch        | Canadá        | 163.02 | 55.40 (1) | 107.62 (1) |
| Medalha de prata  | Lina Fedorova / Maxim Miroshkin               | Rússia        | 158.16 | 53.96 (2) | 104.20 (2) |
| Medalha de bronze | Valentina Marchei / Ondrej Hotarek            | Itália        | 154.60 | 52.32 (4) | 102.28 (3) |
| 4                 | Arina Cherniavskaia / Antonino Souza-Kordyeru | Rússia        | 147.18 | 52.96 (3) | 94.22 (4)  |

### Dança no gelo
| Pos.              | Nome                                   | Nacionalidade | Pontos | DC         | DL         |
| ----------------- | -------------------------------------- | ------------- | ------ | ---------- | ---------- |
| Medalha de ouro   | Federica Testa / Lukas Csolley         | Eslováquia    | 143.36 | 56.98 (1)  | 86.38 (1)  |
| Medalha de prata  | Alexandra Nazarova / Maxim Nikitin     | Ucrânia       | 136.90 | 51.06 (3)  | 85.84 (2)  |
| Medalha de bronze | Shiyue Wang / Xinyu Liu                | China         | 133.44 | 49.18 (5)  | 84.26 (3)  |
| 4                 | Evgenia Kosigina / Nikolai Moroshkin   | Rússia        | 131.44 | 53.02 (2)  | 78.42 (5)  |
| 5                 | Alisa Agafonova / Alper Ucar           | Turquia       | 129.94 | 49.26 (4)  | 80.68 (4)  |
| 6                 | Natalia Kaliszek / Maksim Spodirev     | Polônia       | 122.38 | 48.86 (6)  | 73.52 (6)  |
| 7                 | Federica Bernardi / Saverio Giacomelli | Itália        | 118.76 | 47.32 (7)  | 71.44 (7)  |
| 8                 | Sofia Sforza / Leo Luca Sforza         | Itália        | 115.86 | 46.96 (8)  | 68.90 (8)  |
| 9                 | Viktoria Kavaliova / Yurii Bieliaiev   | Bielorrússia  | 109.10 | 44.10 (9)  | 65.00 (9)  |
| 10                | Beatrice Tomczak / Damian Binkowski    | Polônia       | 99.64  | 39.66 (10) | 59.98 (11) |
| 11                | Anna Postrybailo / Edwin Siwkowski     | Polônia       | 95.82  | 35.38 (11) | 60.44 (10) |

## Quadro de medalhas
| Ordem | País       | Medalha de ouro | Medalha de prata | Medalha de bronze |    | Ordem por total |
| ----- | ---------- | --------------- | ---------------- | ----------------- | -- | --------------- |
| 1     | Rússia     | 2               | 1                |                   | 3  | 1               |
| 2     | Canadá     | 1               |                  |                   | 1  | 3               |
| 2     | Eslováquia | 1               |                  |                   | 1  | 3               |
| 4     | Armênia    |                 | 1                |                   | 1  | 3               |
| 4     | Filipinas  |                 | 1                |                   | 1  | 3               |
| 4     | Ucrânia    |                 | 1                |                   | 1  | 3               |
| 7     | Itália     |                 |                  | 2                 | 2  | 2               |
| 8     | China      |                 |                  | 1                 | 1  | 3               |
| 8     | Lituânia   |                 |                  | 1                 | 1  | 3               |
| TOTAL | TOTAL      | 4               | 4                | 4                 | 12 | —               |